# Nižná
Nižná es un municipio del distrito de Piešťany en la región de Trnava, Eslovaquia, con una población estimada a final del año 2024 de 552 habitantes.
Se encuentra ubicado en el centro-este de la región, cerca del río Váh (cuenca hidrográfica del Danubio) y de la región de Nitra.

## Demografía
| Año        | 1994 | 2004    | 2014    | 2024    |
| ---------- | ---- | ------- | ------- | ------- |
| Población  | 507  | 517     | 550     | 552     |
| Diferencia |      | +1,97 % | +6,38 % | +0,36 % |

| Año        | 2023 | 2024    |
| ---------- | ---- | ------- |
| Población  | 546  | 552     |
| Diferencia |      | +1,09 % |